# Selección de balonmano de Corea del Sur
La Selección de balonmano de Corea del Sur es el equipo formado por jugadores de nacionalidad surcoreana que representa a la Federación Surcoreana de Balonmano en las competiciones internacionales organizadas por la Federación Internacional de Balonmano (IHF) o el Comité Olímpico Internacional (COI). Su mayor éxito hasta la fecha se corresponde con la medalla de plata olímpica conquistada en el año 1988.

## Historial

### Juegos Olímpicos
- 1936 - No participó
- 1972 - No participó
- 1976 - No participó
- 1980 - No participó
- 1984 - 11.ª plaza
- 1988 -  Medalla de plata
- 1992 - 5.ª plaza
- 1996 - No participó
- 2000 - 9.ª plaza
- 2004 - 8.ª plaza
- 2008 - 8.ª plaza
- 2012 - 11.ª plaza
- 2016 - No participó

### Campeonatos del Mundo
- 1938 - No participó
- 1954 - No participó
- 1958 - No participó
- 1961 - No participó
- 1964 - No participó
- 1967 - No participó
- 1970 - No participó
- 1974 - No participó
- 1978 - No participó
- 1982 - No participó
- 1986 - 12.ª plaza
- 1990 - 12.ª plaza
- 1993 - 15.ª plaza
- 1995 - 12.ª plaza
- 1997 - 8.ª plaza
- 1999 - 14.ª plaza
- 2001 - 12.ª plaza
- 2003 - No participó
- 2005 - No participó
- 2007 - 15.ª plaza
- 2009 - 12.ª plaza
- 2011 - 13.ª plaza
- 2013 - 21.ª plaza
- 2015 - No participó
- 2017 - No participó
- 2019 - Participó como Corea Unificada[1]
- 2021 - 31ª

### Campeonatos de Asia
- 1977 -  Subcampeona
- 1979 - No participó
- 1983 -  Campeona
- 1987 -  Campeona
- 1989 -  Campeona
- 1991 -  Campeona
- 1993 -  Campeona
- 1995 -  Subcampeona
- 2000 -  Campeona
- 2002 - 4.ª plaza
- 2004 - No participó
- 2006 -  Subcampeona
- 2008 -  Campeona
- 2010 -  Campeona
- 2012 -  Campeona
- 2014 - 5.ª plaza
- 2016 - 6.ª plaza